# Suuri Tiemasjärvi och Pieni Tiemasjärvi
Suuri Tiemasjärvi och Pieni Tiemasjärvi är en sjö i kommunen Rantasalmi i landskapet Södra Savolax i Finland. Sjön ligger 76 meter över havet. Arean är 92 hektar och strandlinjen är 11,25 kilometer lång. Sjön  ingår i Vuoksens huvudavrinningsområde.   Den ligger omkring 68 kilometer nordöst om S:t Michel och omkring 280 kilometer nordöst om Helsingfors. 
I sjön finns öarna Häikiösaari och Pukkiluoto. 